# Trần Cung (Hậu Lê)
Trần Cung (chữ Hán: 陳㫒, tên ghi trong Đại Việt sử ký toàn thư và Khâm định Việt sử thông giám cương mục), còn được gọi là Trần Thăng (陳昇, tên ghi trong "Đại Việt thông sử") (?-1521) là tướng quân khởi nghĩa cuối thời Lê sơ trong lịch sử Việt Nam, làm nhà Lê suy yếu và đi đến sụp đổ.
Do tự hình của chữ "cung" 㫒 và "thăng" 昇 gần như tương tự nhau nên dễ lẫn lộn hai chữ này, vì vậy mà có hai tên gọi khác nhau Trần Cung và Trần Thăng. Nửa bên trên của chữ "cung" 㫒 và chữ "thăng" 昇 đều là bộ "nhật" 日 nhưng nửa bên dưới thì khác nhau. Nửa bên dưới của chữ "cung" 㫒 là chữ "cung" 廾, còn nửa bên dưới của chữ "thăng" 昇 là chữ "thăng' 升.

## Khởi nghĩa
Trần Cung là con Trần Cảo - người giữ chức giám ở điện Thuần Mỹ nhà Hậu Lê. Cuối thời Lê sơ, các vua Lê Uy Mục, Lê Tương Dực tàn ác, chơi bời sa đoạ, triều chính rối ren, khởi nghĩa nông dân liên tiếp nổ ra.
Trần Cảo nghe lời sấm truyền trong dân gian rằng phương Đông có khí thiên tử, bèn quyết định khởi binh lập nghiệp lớn. Trần Cung cùng cha tụ tập những người tha hương trốn tránh làm vây cánh. Trần Cảo tự xưng là dòng dõi vua Trần Thái Tông và là ngoại thích của bà Quang Thục hoàng thái hậu Ngô Thị Ngọc Dao, mẹ vua Lê Thánh Tông.
Tới tháng 3 năm 1516, hai cha con Trần Cung cùng các thủ hạ Phan Ất, Đình Ngạn, Đình Nghệ, Công Uẩn, Đình Bảo, Đoàn Bố dấy binh khởi nghĩa ở chùa Quỳnh Lâm, chiếm cứ hai huyện Thủy Đường (Hải Phòng) và Đông Triều (Quảng Ninh), quân đông tới vài vạn người. Trần Cảo tự xưng là Đế Thích giáng sinh, xưng làm vua, đặt niên hiệu là Thiên Ứng.

## Kế tục Trần Cảo
Tháng 4 năm 1516, Trần Cảo và Trần Cung mang quân tiến đánh kinh thành Thăng Long. Đại thần Trịnh Duy Sản giết vua Lê Tương Dực rồi lập Lê Chiêu Tông lên ngôi và rước vua mới vào Thanh Hóa. Quân khởi nghĩa đánh chiếm kinh thành. Sau đó các lộ quân triều đình ủng hộ Lê Chiêu Tông cùng hội binh đánh Trần Cảo. Trần Cảo và Trần Cung phải rút khỏi kinh thành về Lạng Nguyên.
Sau lần tấn công kinh thành lần thứ 2 cuối năm 1516 nhưng bị con nuôi của Trịnh Duy Sản là Trần Chân đánh bại, Trần Cảo lại trốn lên Lạng Nguyên. Quân Trần Cảo và quân triều đình lấy sông Minh Nguyệt làm ranh giới, giằng co lâu ngày bất phân thắng bại.
Sau đó, Trần Cảo truyền ngôi cho Trần Cung rồi cạo đầu làm sư, giấu tên để trốn tránh. Trần Cung tiếp tục xưng hiệu là Tuyên Hóa, hoạt động ở vùng đông bắc chống lại triều đình.
Trong triều đình, các tướng Trần Chân, Nguyễn Hoằng Dụ, Trịnh Tuy, Mạc Đăng Dung mâu thuẫn chia bè phái đánh nhau. Vì vậy Trần Cung một mình cát cứ ở Lạng Nguyên không gặp phải sự tấn công của triều đình.
Năm 1521, sau khi đánh lui được Trịnh Tuy vào Thanh Hóa, Mạc Đăng Dung nắm quyền điều hành triều chính nhà Lê. Đăng Dung mang quân đánh Lạng Nguyên. Trần Cung bại trận, bỏ chạy vào châu Thất Nguyên. Vợ và con gái ông bị bắt. Sau đó Trần Cung cũng bị quân triều đình tuần tiễu truy nã và bắt được. Ông bị giải về kinh thành giết chết, không rõ năm đó bao nhiêu tuổi.
Cha con Trần Cung khởi nghĩa chống triều đình tất cả trong 6 năm, trong đó Trần Cung xưng hiệu Tuyên Hóa trong 5 năm (1517-1521).